# 여양2로
여양2로(Yeoyang 2-ro)는 경기도 여주시 여주읍 천송삼거리와 양평군 지평면 을 잇는 도로이다. 여양로의 지선 개념으로 명명되었다.

## 주요 경유지
경기도
- 여주시 (여주읍 . 북내면) - 양평군 (지평면)

## 노선
| 이름        | 접속 노선                          | 소재지 | 소재지 | 비고 |
| ----------- | ---------------------------------- | ------ | ------ | ---- |
| 천송삼거리  | 신륵로 강문로                      | 여주시 | 여주읍 |      |
| 당무 교차로 | 당전로                             | 여주시 | 북내면 |      |
| 당우삼거리  | 금당로                             | 여주시 | 북내면 |      |
| 충룡교      |                                    | 여주시 | 북내면 |      |
| 내룡교      |                                    | 여주시 | 북내면 |      |
| 주암 교차로 | 국가지원지방도 제88호선 (고달사로) | 여주시 | 북내면 |      |
| 일신2교     |                                    | 양평군 | 지평면 |      |
| 일신교      |                                    | 양평군 | 지평면 |      |
| 무왕교      |                                    | 양평군 | 지평면 |      |
| (이름없음)  | 지평의병로 대평로                  | 양평군 | 지평면 |      |

## 주요 시설및 건물
- CU 여주북내점 (여양2로 277/당우리 150-4)
- 농협 동여주농협 (여양2로 295/당우리 157-2)
- 농협 동여주농협 하나로마트 (여양2로 295/당우리 157-2)
- 북내면 행정복지센터 (여양2로 301/당우리 165-5)
- 북내초등학교 (여양2로 304/당우리 175)